# Pinhão (kommun i Brasilien, Paraná, lat -25,76, long -51,65)
Pinhão är en kommun i Brasilien.   Den ligger i delstaten Paraná, i den södra delen av landet, 1 200 km söder om huvudstaden Brasília. Antalet invånare är 30 233.
Följande samhällen finns i Pinhão:
- Pinhão

I omgivningarna runt Pinhão växer i huvudsak städsegrön lövskog. Runt Pinhão är det glesbefolkat, med 14 invånare per kvadratkilometer.